# Willys-Overland

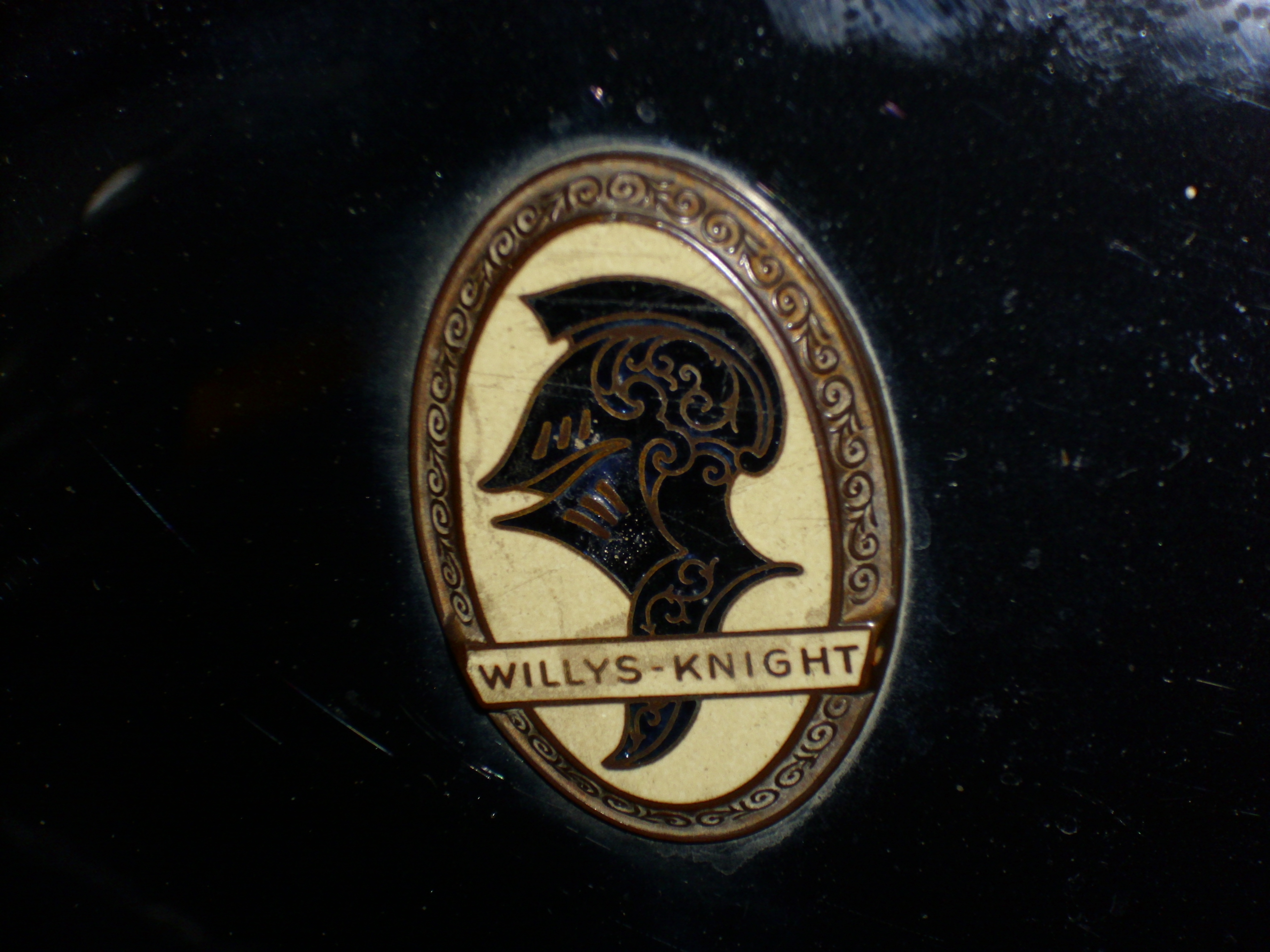
Emblem Willys-Knight

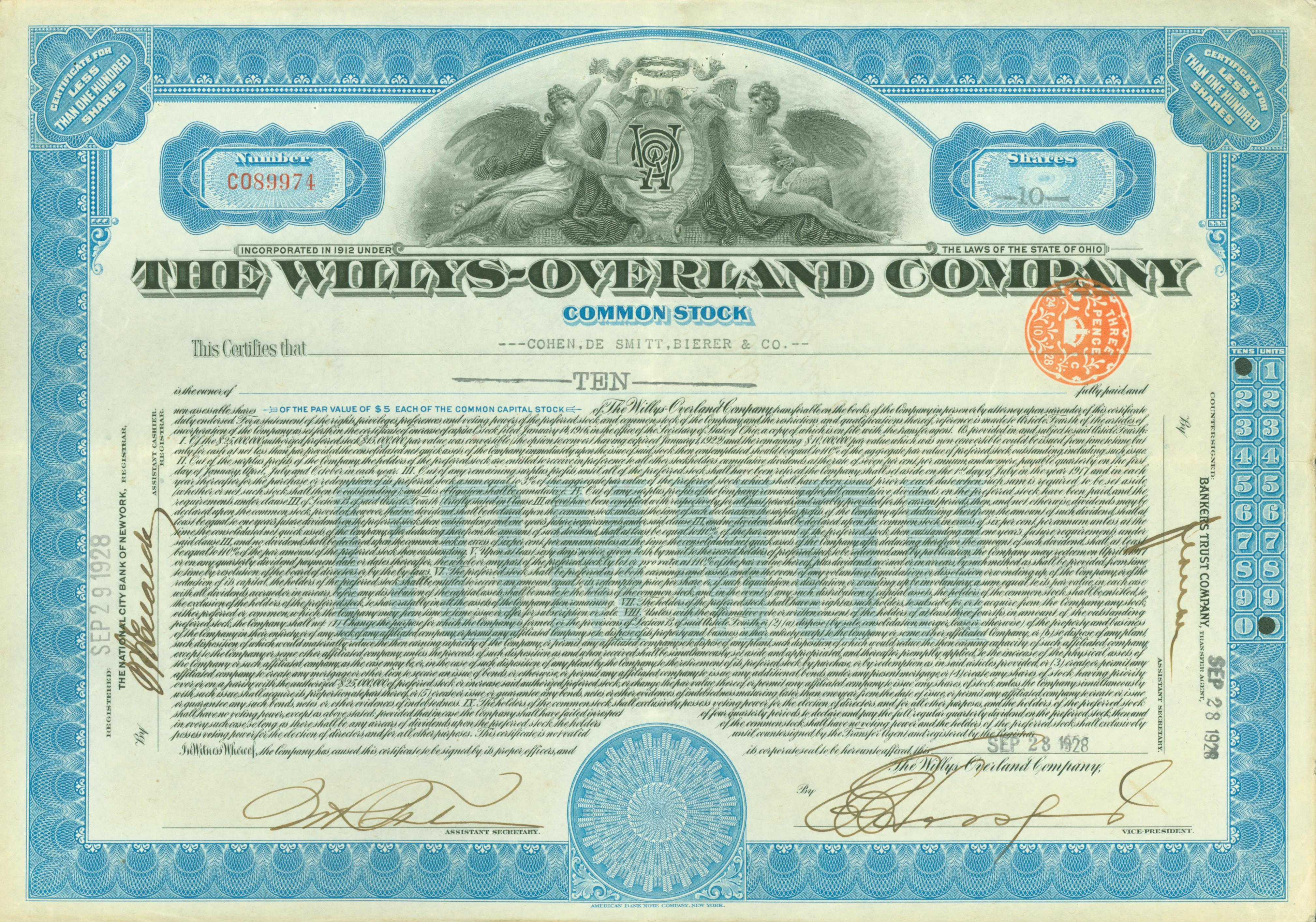
Aktie der Willys-Overland Company vom 28. September 1928

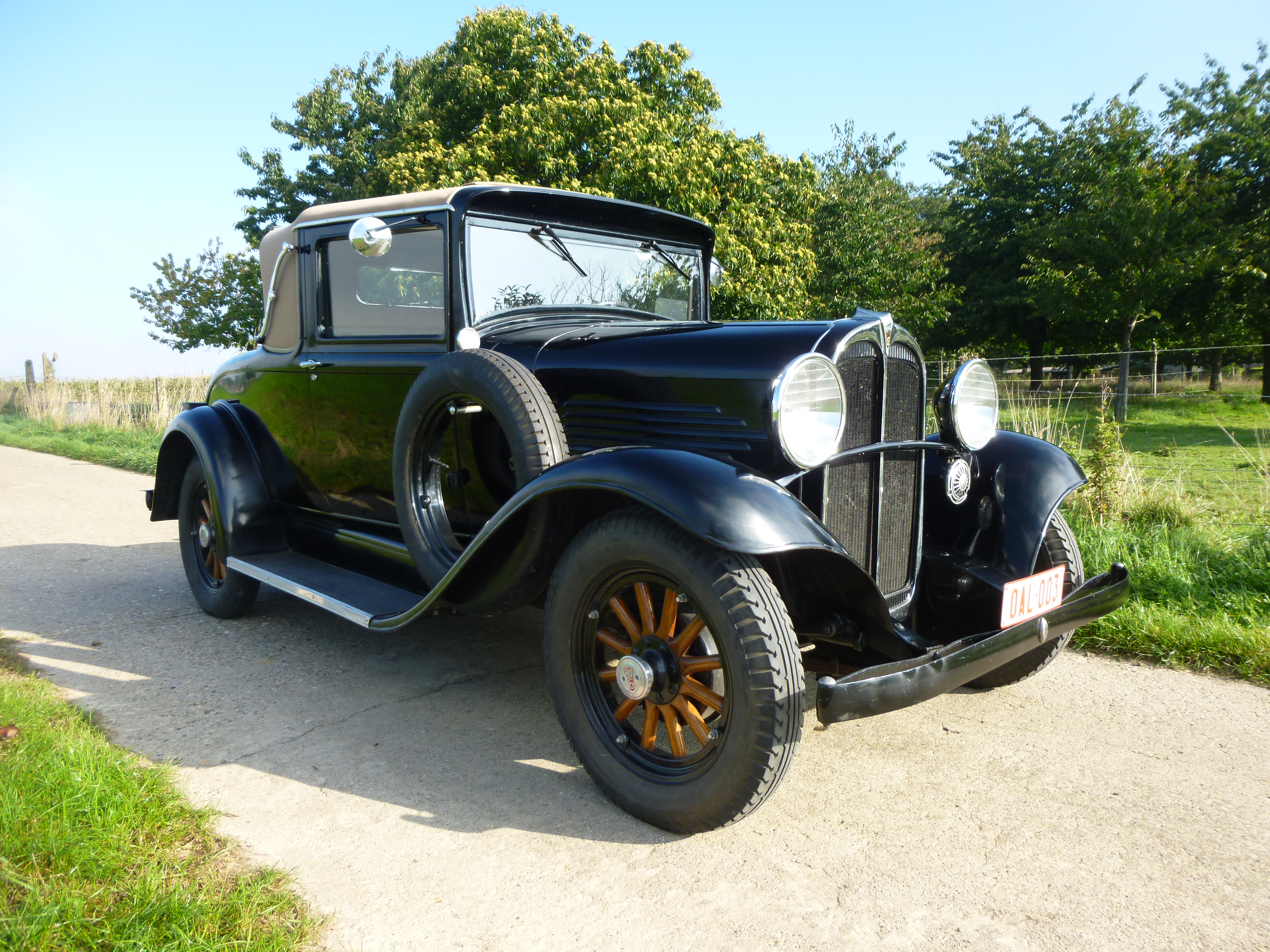
Willys 6 1931 Sport Coupe

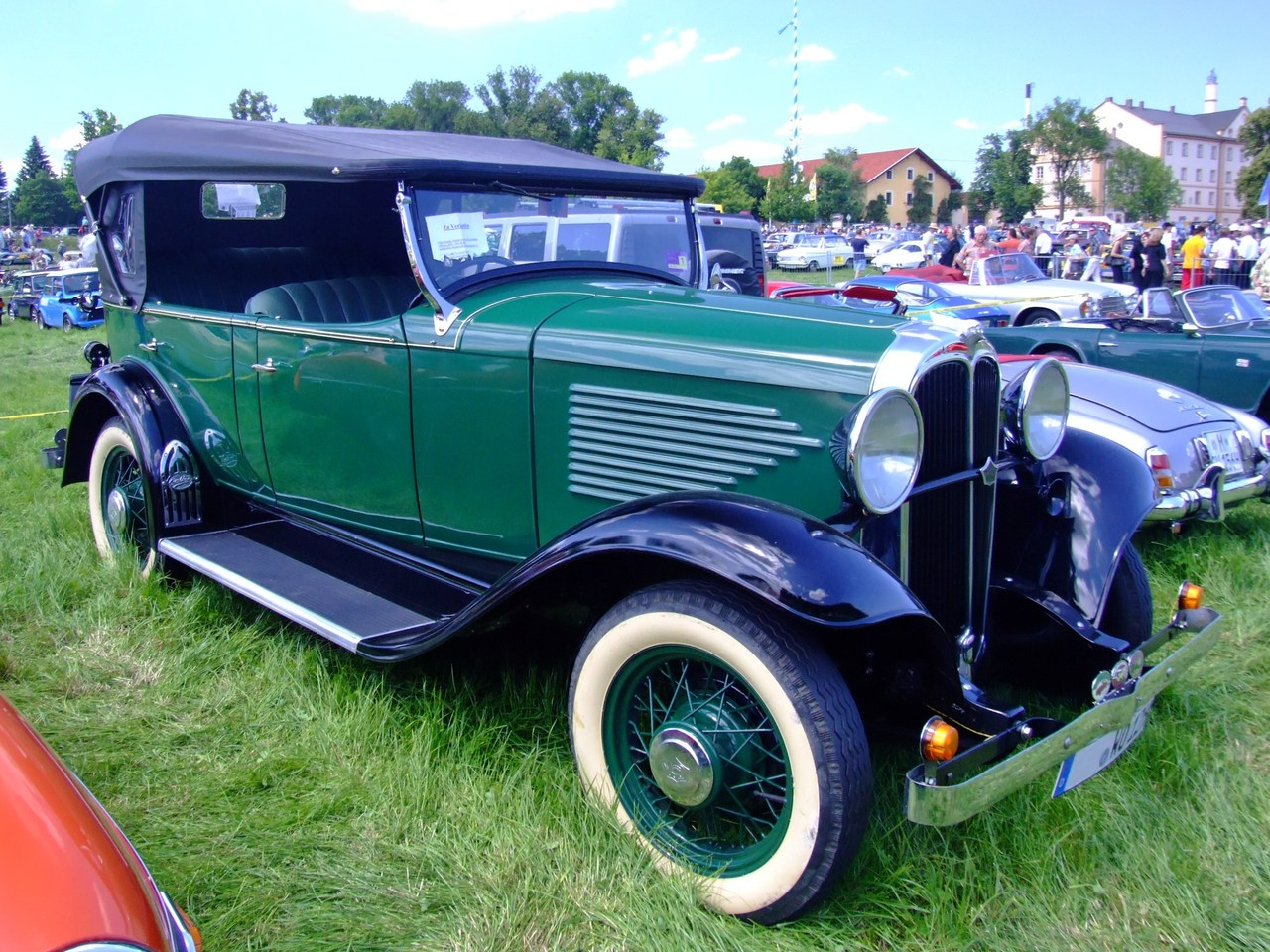
Willys 90 Silver Streak (1932)

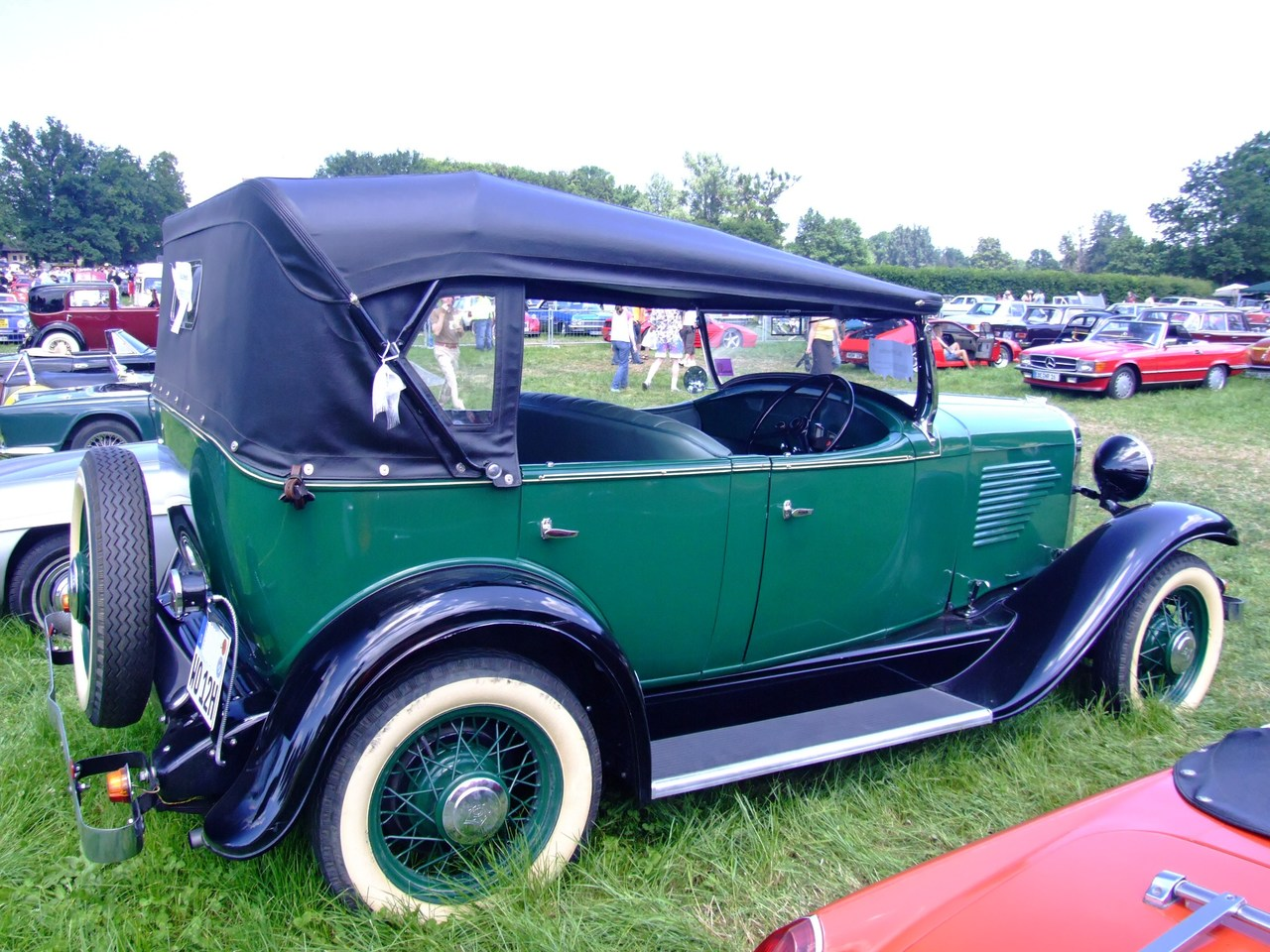
Willys 90 Silver Streak (1932)

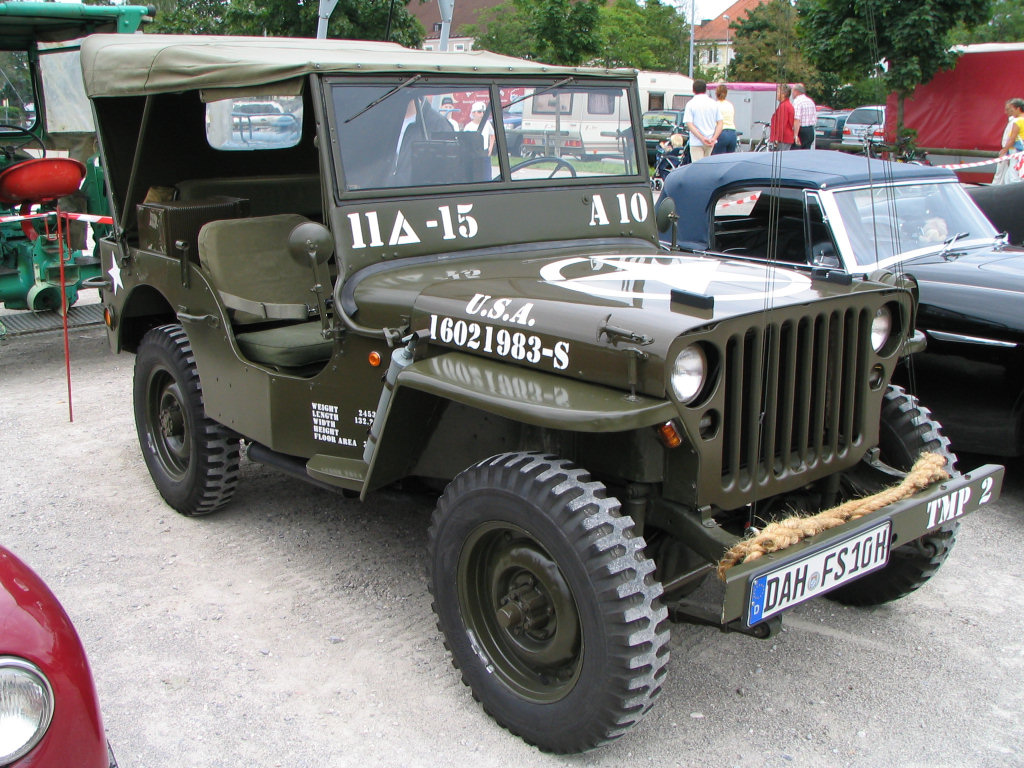
Willys-Jeep MB (G503) des Baujahres 1945

Willys-Overland Motors war ein US-amerikanischer Automobilhersteller, der seine Fahrzeuge unter den Markennamen Willys, Aero-Willys, Overland, Whippet und Jeep vertrieb.

## Geschichte
Im Jahr 1908 kaufte John North Willys die Overland Automobile Company, die er 1912 in Willys-Overland Motor Company umbenannte. Von 1912 bis 1918 war das Unternehmen der zweitgrößte Automobilhersteller der Vereinigten Staaten.
1913 erwarb Willys eine Lizenz zur Herstellung von Hülsenschiebermotoren nach dem System Knight und stellte Fahrzeuge unter dem Namen Willys-Knight her. Mitte der 1920er-Jahre kaufte er auch die F. B. Stearns Company in Cleveland (Ohio) und baute Luxuswagen der Marke Stearns-Knight.
1914 kam die Electric Auto-Lite Company und 1915 die Russell Motor Car Company in Ontario (Kanada) hinzu, 1917 gründete John N. Willys die Willys Corporation als Holding. 1919 erwarb er das Duesenberg-Werk in Elizabeth (New Jersey). Hier ließ Willys unabhängig von anderen Konzerneinflüssen ein neues Modell entwickeln, den Willys Six-89. Die Ingenieure hinter diesem Projekt waren Owen Skelton, Carl Breer und Fred Zeder die zuvor bei Studebaker gearbeitet hatten und später Schlüsselpositionen bei Chrysler innehatten. 1918 erwarb Willys-Overland die Aktienmehrheit an der Moline Plow Company.
Das Werk in Elizabeth wurde durch ein größeres ersetzt, in dem der Six-89 hergestellt werden sollte. Dazu kam es nicht mehr, die Rezession zwang die Willys Corporation in die Knie. Die Chase National Bank als Hauptgläubiger beauftragte daraufhin Walter P. Chrysler 1919, den Firmen- und Modellwust zu überarbeiten. Chrysler war zuvor Präsident der Buick Division von General Motors gewesen. Walter Chrysler wurde 1922 die Sanierung von Maxwell-Chalmers übertragen. Inzwischen kam das Werk in Elizabeth samt dem Prototyp des Willys Six-89 unter den Hammer. Chrysler bot für Maxwell mit, der Zuschlag ging aber an seinen vormaligen Vorgesetzten William C. Durant der inzwischen General Motors hatte verlassen müssen und mit dem Aufbau eines neuen Konzerns, der Durant Motor Corporation beschäftigt war. In diesem Werk sollte Durants preiswerter Star-Wagen entstehen. Aus dem Willys-Prototyp wollte Durant einen Buick-Konkurrenten entwickeln. Das erforderte ein größeres und schwereres Fahrzeug. Diesen Vorgaben entsprechend wurde das Fahrzeug stark überarbeitet, produktionsreif gemacht und kam 1923 als Flint heraus. Walter Chrysler holte Skelton, Breer und Zeder zu Chalmers und ließ sie den ursprünglichen Entwurf verfeinern. Nach erfolgreicher Sanierung übernahm Walter Chrysler die Firma. Fast vier Jahre nach der Fertigstellung des Willys Six-89, im Januar 1924, wurde er in wenig modifizierter Form als Chrysler Six Modell B-70 der Öffentlichkeit vorgestellt und war sofort ein großer Erfolg.
1926 endete die Produktion; stattdessen wurde der Whippet gebaut. Nach dem Börsencrash 1929 folgte die Weltwirtschaftskrise, einige Willys-Automarken wurden deshalb eingestellt. Stearns-Knight wurde 1929 liquidiert. Die Fertigung des Whippet endete 1931; er wurde durch die Modelle Willys Six und Willys Eight ersetzt. Der Willys-Knight wurde 1933 eingestellt.
Willys bereinigte sein Modellprogramm und beschloss, nur noch zwei neue Modelle herzustellen, den Vierzylinder Willys 77 und den Sechszylinder Willys 99. Nachdem sich die Firma wieder am Rande des Bankrotts befunden hatte, wurde nur der Willys 77 gebaut. Sie musste ihre kanadische Niederlassung, die auch in schlechter finanzieller Verfassung war, verkaufen und begann eine grundlegende Reorganisation. Danach gehörten nur noch das Hauptwerk in Toledo und einige kleinere Fabriken zu Willys-Overland. Der Rest wurde an eine neugegründete Grundstücksgesellschaft verkauft, von der Willys-Overland einige Immobilien zurückleaste. So konnte die Firma die schwierigen Zeiten überstehen.
1936 erfolgte die Umbenennung in Willys-Overland Motors. In den 1920er- und 1930er-Jahren war Willys-Overland einer von vielen kleinen Autoherstellern in den USA. Als das US-Kriegsministerium Autohersteller suchte, die schnell eine Produktion für ein leichtes Nutzfahrzeug auf Basis des von American Bantam entworfenen Prototyps aufbauen konnte, bewarb sich auch Willys-Overland.
1938 verließ Joseph W. Frazer Chrysler und übernahm die Führung von Willys-Overland. Er versuchte sofort, die Produkte zu verbessern und die Aktivitäten in andere Geschäftsfelder auszudehnen. Eines davon war der geländegängige Wagen Willys MB, der später als Jeep bekannt wurde. Eine andere Aufgabe war die Verbesserung des Vierzylindermotors, damit er den schwierigen Verhältnissen widerstehen konnte, denen der Willys MB ausgesetzt sein würde. Die Produktion des Willys MB begann 1941 mit 8.598 Einheiten, und bis zum Ende des Zweiten Weltkrieges wurden 359.851 Exemplare gebaut, dazu kam eine ähnliche Zahl in Lizenz bei Ford.
Nach dem Krieg nahm Willys die Fertigung der Vorkriegs-PKW nicht mehr auf und konzentrierte sich lieber auf den Bau von Jeeps und darauf basierenden Fahrzeugen. Das erste Nachkriegsfahrzeug war der Jeep CJ-2A, ein Willys MB ohne die typischen militärischen Details, wie die Tarnbeleuchtung, und dafür mit einer Hecktüre.
Willys kämpfte um einen Markt für das ungewöhnliche Fahrzeug und versuchte, es als Traktor an die Farmer zu verkaufen. Traktoren waren in Kriegszeiten nicht hergestellt worden und daher schwer zu bekommen. Trotzdem verkaufte der Agri-Jeep sich schlecht, hauptsächlich weil das Fahrzeug zu leicht war, um ausreichende Traktion zu liefern.
Allerdings war der CJ-2A eines der ersten Zivilfahrzeuge, das ab Werk mit Allradantrieb ausgestattet wurde. Er wurde bei Landwirten, Ranchern, Jägern und anderen Leuten beliebt, die ein leichtes Fahrzeug für unbefestigte Wege und schlechte Straßen benötigten.
1946, ein Jahr nach Einführung des CJ-2A, stellte Willys den Jeep Wagon her, der mit dem gleichen Antrieb und vom CJ-2A beeinflussten Styling ausgestattet war. Als Nächstes kam der Jeep Truck mit Allradantrieb. 1948 gab es auch für den Wagon den Allradantrieb, der ihn zum Vorreiter heutiger SUVs machte.
Willys stellte später auch den Jeep M38 für die US-Army und führte die Reihe der Jeep CJ fort. Eine andere Spielart des Jeep war der Jeepster. Als zahmere Version gab es ihn mit Vier- oder Sechszylindermotor und nur mit Heckantrieb.
Ab 1951 beteiligte sich Willys wieder am PKW-Markt mit dem neuen „Kompaktwagen“ Willys Aero. Zuerst gab es dieses Fahrzeug nur als Zweitürer mit seiten- oder gegengesteuertem Sechszylindermotor. Im Ausland war der Aero auch mit dem Vierzylindermotor (aus dem Jeep CJ) erhältlich. Ab 1953 gab es auch Viertürer, ein Hardtop-Coupé und Taxiausführungen.
1953 wurde das Unternehmen von Kaiser Motors gekauft und änderte den Firmennamen in Willys Motor Company.
Übrigens gab es ab 1919 im Vereinigten Königreich zusammen mit Crossley Motors das Gemeinschaftsunternehmen Willys Overland Crossley.

## Modelle
| Modelljahr | Modelle |
| ---------- | --- |
| 1915       | Knight K-17, Knight K-19 |
| 1916       | Knight 4-Zyl., Knight 6-Zyl. |
| 1917       | Knight 88-4, Knight 88-6, Knight 88-8                                                                                                   |
| 1918       | Knight 88-4, Knight 88-8, Modell 89 |
| 1919       | Knight 88-4, Knight 88-8, Modell 89 |
| 1920       | Knight 20, Knight 88-8, Modell 89 |
| 1921       | Knight 20 |
| 1922       | Knight 20, Knight 27 |
| 1923       | Knight 64, Knight 67 |
| 1924       | Knight 64, Knight 67 |
| 1925       | Knight 65, Knight 66 |
| 1926       | Knight 66, Knight 70 |
| 1927       | Knight 66 A, Knight 70 A |
| 1928       | Knight 56, Knight 66 A, Knight 70 A |
| 1929       | Knight 56, Knight 66 A, Knight 70 A, Knight 70 B                                                                                        |
| 1930       | Knight 66 B, Knight 70 B, Knight Six-87, Six-98 B                                                                                       |
| 1931       | Knight 66 D, Six-97, Six-98 D, Eight-80, Eight-80 D                                                                                     |
| 1932       | Knight 66 D, Knight 95 DeLuxe, Six-90, Eight-88                                                                                         |
| 1933       | Knight 66 E, 77, Six-90 A, Eight-88 A                                                                                                   |
| 1934       | 77 |
| 1935       | 77 |
| 1936       | 77 |
| 1937       | 37 |
| 1938       | 38 |
| 1939       | 48 |
| 1940       | Speedway, Jeep MA, Jeep MB |
| 1941       | Americar, Jeep MB |
| 1942       | Americar, Jeep MB |
| 1943       | Jeep MB |
| 1944       | Jeep MB, Jeep CJ-2 |
| 1945       | Jeep MB, Jeep CJ-2 |
| 1946       | Jeep CJ-2A, Station Wagon |
| 1947       | Jeep CJ-2A, Station Wagon, Pickup |
| 1948       | Jeep CJ-2A, Jeepster VJ, Station Wagon, Pickup                                                                                          |
| 1949       | Jeep CJ-2A, Jeep CJ-3A, Jeepster VJ, Station Wagon, Pickup                                                                              |
| 1950       | Jeep CJ-3A, Jeepster VJ, Station Wagon, Pickup                                                                                          |
| 1951       | Jeep CJ-3A, Station Wagon, Pickup |
| 1952       | Aero Lark, Aero Wing, Aero Ace, Aero Eagle, Jeep CJ-3A, Station Wagon, Pickup                                                           |
| 1953       | Aero Lark DeLuxe, Aero Heavy Duty, Aero Falcon Super DeLuxe, Aero Ace Custom, Aero Eagle, Jeep CJ-3A, Jeep CJ-3B, Station Wagon, Pickup |